# حرارة مهدرة

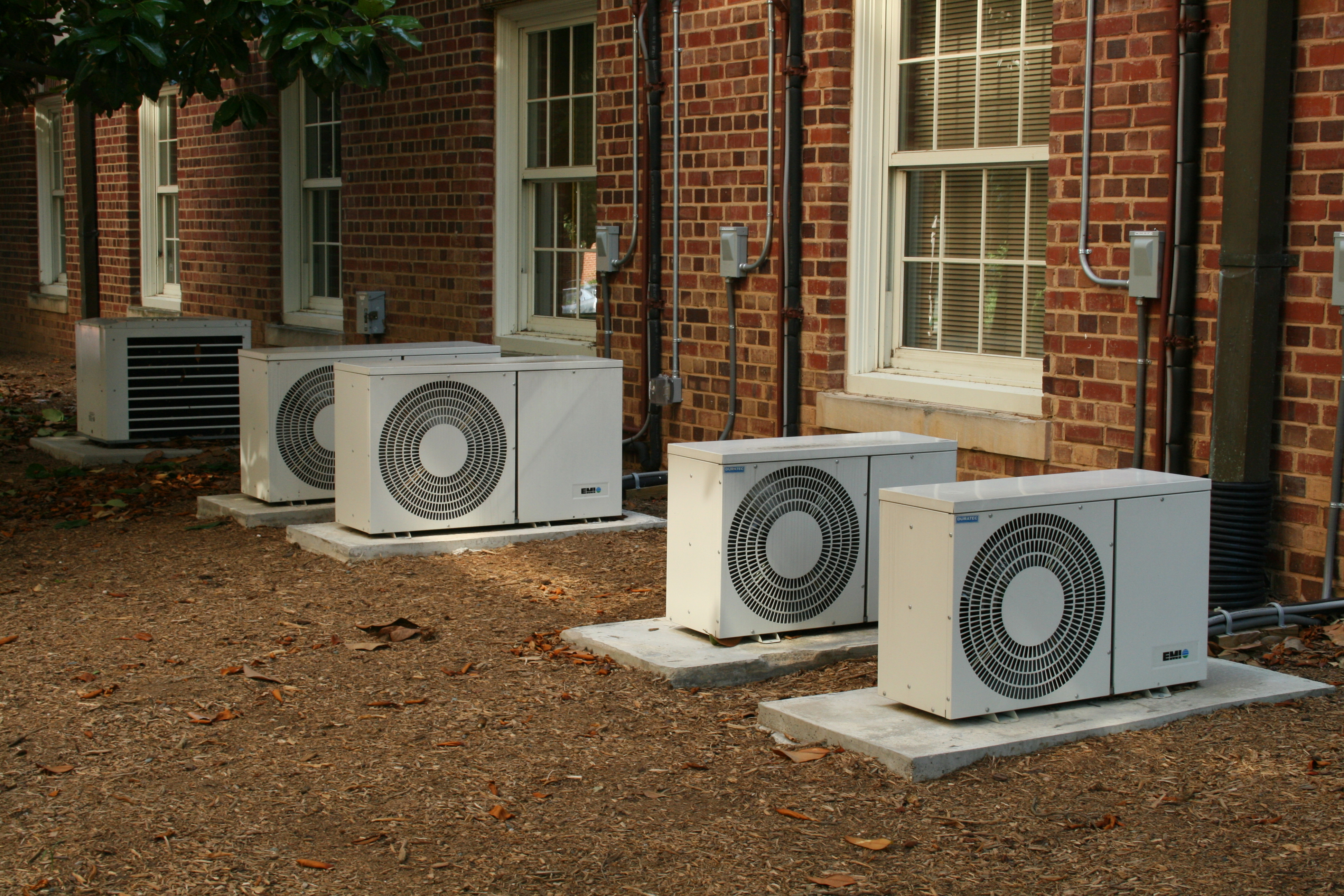
وحدات تكييف هواء تستخدم الكهرباء التي تتحول في النهاية إلى حرارة

الحرارة المهدرة تنتج لا محالة عن كل من الآلات التي تقوم بالشغل، وفي عمليات أخرى، الآلات التي تستخدم الطاقة، على سبيل المثال، في الحفاظ على درجة حرارة الغرفة. وتعد الحاجة إلى أنظمة تشغيل تطرد الحرارة ضرورية في قوانين الديناميكا الحرارية. وتكون الاستفادة من الحرارة المهدرة أقل (أو في قاموس الديناميكا الحرارية، ذات طاقة كون فاعلة أقل أو إنتروبيا أعلى) من مقدار الاستفادة من مصدر الطاقة الأصلية. وتتضمن مصادر الطاقة المهدرة جميع أنواع الأنشطة البشرية والأنظمة الطبيعية وكافة الكائنات الحية. علاوة على ذلك، يمثل طرد البرودة غير اللازمة (كما يحدث في المضخة الحرارية) أحد أشكال الحرارة المهدرة (مثلاً، توجد حرارة في الوسط، ولكن عند درجة حرارة أقل من الدافئة).
وبدلاً من «هدرها» بالانبعاث في البيئة المحيطة، يمكن في بعض الأحيان استخدام الحرارة (أو البرودة) المهدرة في عملية أخرى، أو يمكن إعادة استخدام جزء من الحرارة في نفس العملية بدلاً من تركها تتبدد، وذلك في حالة إضافة الحرارة المكملة إلى النظام (كما يحدث في نظام التهوية باسترجاع الحرارة في المباني.
يمكن أن يسهم تخزين الطاقة الحرارية، الذي يتضمن تقنيات لكل من احتباس الحرارة أو البرودة الطويلة والقصيرة المدى، في إحداث أو تحسين استخدام الحرارة (أو البرودة) المهدرة. وأحد الأمثلة هي الحرارة المهدرة الناتجة عن أجهزة تكييف الهواء التي يتم تخزينها في خزان التغذية من أجل المساعدة في التدفئة أثناء الليل. ومثال آخر هو التخزين الموسمي للطاقة الحرارية (STES) في أحد مسابك المعادن في السويد. يتم تخزين الحرارة في صخر الأديم المحيط بمجموعة من ثقوب الحفر المجهزة بمبادل حراري، وتستخدم في تدفئة الفراغ في مصنع مجاور حسب الحاجة، حتى بعد مرور شهور. ومن أمثلة استغلال التخزين الموسمي للطاقة الحرارية في الاستفادة من الحرارة المهدرة الطبيعية هو مجتمع دريك لاندينج للطاقة الشمسية في ألبرتا بكندا، الذي استطاع من خلال استخدام مجموعة من ثقوب الحفر في صخر الأديم لتخزين الحرارة بين المواسم أن يحصل على 97 في المائة من الحرارة اللازمة له على مدار السنة، وذلك من خلال مستجمعات الطاقة الشمسية على أسطح المرآب. وهناك استخدام آخر للتخزين الموسمي للطاقة الحرارية؛ ألا وهو تخزين برودة الشتاء تحت الأرض لاستخدامها في تكييف الهواء في الصيف.
وتقوم جميع الكائنات الحية، على مقياس بيولوجي، بطرد الحرارة المهدرة كجزء من عمليات التمثيل الغذائي، وذلك حفاظًا على حياتها حيث ستتعرض للموت إذا كانت درجة الحرارة المحيطة عالية جدًا.
يرى البعض أن الحرارة المهدرة الناشئة عن أنشطة بشرية تسهم في زيادة تأثير الجزر الحرارية الحضرية. وتنشأ أكبر نقطة لمصادر الحرارة المهدرة من الآلات (مثل، المولدات الكهربائية أو العمليات الصناعية؛ كإنتاج الفولاذ أو الزجاج) وفقدان الحرارة من خلال غلاف المبنى. ويعد حرق الوقود المستخدم في النقل من أكبر المصادر التي تسهم في إنتاج الحرارة المهدرة.

## تحويل الطاقة
تنتج الآلات المحولة للطاقة المضمنة في الوقود المستخدم في الشغل الميكانيكي أو الطاقة الكهربائية الحرارة كمنتج ثانوي